# Liste des woredas de la région Benishangul-Gumuz
 (novembre 2020).
Voici la liste des 21 woredas de la région Benishangul-Gumuz d'Éthiopie. Cette liste est élaborée à partir du rapport de la Central Statistical Agency (CSA).
- Agalo Mite
- Asosa
- Bambasi
- Begi
- Belo Jegonfoy
- Bulen
- Dangur
- Dibate
- Guba
- Kamashi
- Komesha
- Kurmuk
- Mandura
- Menge
- Oda Godere
- Sherkole
- Sirba Abbay
- Wenbera
- Yaso

- Mao-Komo (woreda spécial)
- Pawe (woreda spécial)